# Steinmulen
Steinmulen (norwegisch für Steinmaul) ist ein felsiger Bergrücken im ostantarktischen Königin-Maud-Land. Im Otto-von-Gruber-Gebirge des Wohlthatmassivs erstreckt er sich vom Zimmermannberg in nördlicher Richtung.
Entdeckt und anhand von Luftaufnahmen kartiert wurde er von Teilnehmern der Deutschen Antarktischen Expedition 1938/39 unter der Leitung des Polarforschers Alfred Ritscher. Eine neuerliche Kartierung anhand weiterer Luftaufnahmen und Vermessungen sowie die Benennung erfolgte bei der Dritten Norwegischen Antarktisexpedition (1956–1960).